# Tvilipparna, Dalsland
Tvilipparna är en sjö i Färgelanda kommun i Dalsland och ingår i Örekilsälvens huvudavrinningsområde.